# دواين كوان
دواين كوان (بالإنجليزية: Dwayne Cowan) هو منافس ألعاب قوى بريطاني، ولد في 1985 في لندن في المملكة المتحدة.

## وصلات خارجية
- دواين كوان على موقع الاتحاد الدولي لألعاب القوى (الإنجليزية)
- دواين كوان على موقع الدوري الماسي (الإنجليزية)